# Charles de Sainte-Maure
Charles de Sainte-Maure, duca di Montausier (6 ottobre 1610 – Parigi, 17 novembre 1690), è stato un letterato francese.
Fu uno dei più celebri personaggi della corte di Luigi XIV. Aspirante alla mano della bella e preziosa Julie d'Angennes, fu un habitué dell'Hôtel de Rambouillet. Concepì l'idea della nota Guirlande de Julie, alla cui esecuzione concorse con sedici madrigali.
Nel 1645 abiurò il protestantesimo eliminando l'ultimo ostacolo al proprio matrimonio. Governatore del Delfino di Francia nel 1668, scelse come suoi precettori Huet e Bossuet e, amante dei classici latini, fece pubblicare la bella collezione degli autori classici Ad usum Delphini. Boileau stimava molto il suo giudizio estetico; a lungo si è ritenuto che egli sia servito da modello a Molière per il suo Misantropo e in ogni caso non si mostrò offeso delle intenzioni del commediografo.
Fléchier pronunciò la sua orazione funebre e l'Académie française mise in concorso il suo elogio nel 1781, vinto da Garat.
Commissionò a Jean-Baptiste de La Quintinie i lavori nei suoi giardini del castello di Rambouillet.